# كاليكو (شركة)
شركة كاليكو Calico LLC هي شركة أمريكية للبحث والتطوير في مجال التكنولوجيا الحيوية تأسست في 18 سبتمبر 2013 بواسطة Bill Maris وبدعم من جوجل بهدف مكافحة الشيخوخة والأمراض المرتبطة بها. في رسالة مؤسسي جوجل لعام 2013، وصف لاري بيدج شركة كاليكو بأنها شركة تركز على «الصحة والرفاهية وطول العمر». اسم الشركة هو اختصار لعبارة باللغة الإنجليزية " Ca lifornia Li fe Co mpany".

## الشراكات والموظفين
في سبتمبر 2014 أُعلن أن شركة كاليكو، بالشراكة مع شركة أب في، ستفتح مرفقًا للبحث والتطوير يركز على الشيخوخة والأمراض المرتبطة بالعمر، مثل التنكس العصبي والسرطان. في البداية ستستثمر كل شركة 350 مليون دولار مع خيار لكل منها إضافة 500 مليون دولار إضافية لاحقًا. في نفس الشهر أعلنت الشركة عن شراكة مع مركز جامعة تكساس ساوثويسترن الطبي وشركات 2M فيما يتعلق بتطوير الأدوية للاضطرابات التنكسية العصبية.
عام 2015 أعلن معهد برود التابع لمعهد ماساتشوستس للتكنولوجيا وجامعة هارفارد عن شراكة مع كاليكو «لتعزيز البحث في الأمراض المرتبطة بالعمر والعلاجات»،  كما تم الإعلان عن شراكة أخرى مع معهد باك لأبحاث الشيخوخة. في عام 2015 أيضًا، أعلنت شركة كاليكو عن شراكة مع QB3 استنادًا إلى البحث في بيولوجيا الشيخوخة وتحديد العلاجات المحتملة للأمراض المرتبطة بالعمر  وواحدة مع AncestryDNA استنادًا إلى إجراء بحث في علم الوراثة في عمر الإنسان.
في نهاية عام 2017 وبداية عام 2018، فقدت كاليكو اثنين من كبار العلماء؛ في ديسمبر 2017، غادر هال بارون رئيس قسم البحث والتطوير، إلى شركة غلاكسو سميث كلاين، وفي مارس 2018 غادرت دافني كولر التي كانت تقود جهود الذكاء الاصطناعي، لمتابعة مشروع في تطبيق تقنيات التعلم الآلي على تصميم الأدوية.